# Aeroporto Internazionale di Tampa
L'Aeroporto Internazionale di Tampa (IATA: TPA, ICAO: KTPA, FAA LID: TPA) è l'aeroporto internazionale al servizio della città di Tampa, in Florida. Situato10 km ad ovest di Downtown Tampa, nella contea di Hillsborough serve 93 destinazioni non-stop in tutto il Nord America, nell'America Centrale, nei Caraibi e in Europa. Con circa 21,5 milioni di passeggeri nel 2022 è il quarto aeroporto più trafficato della Florida ed il 26° in tutti gli Stati Uniti.
L'aeroporto rappresenta uno scalo importante per le compagnie aeree Southwest Airlines, AirTran Airways.

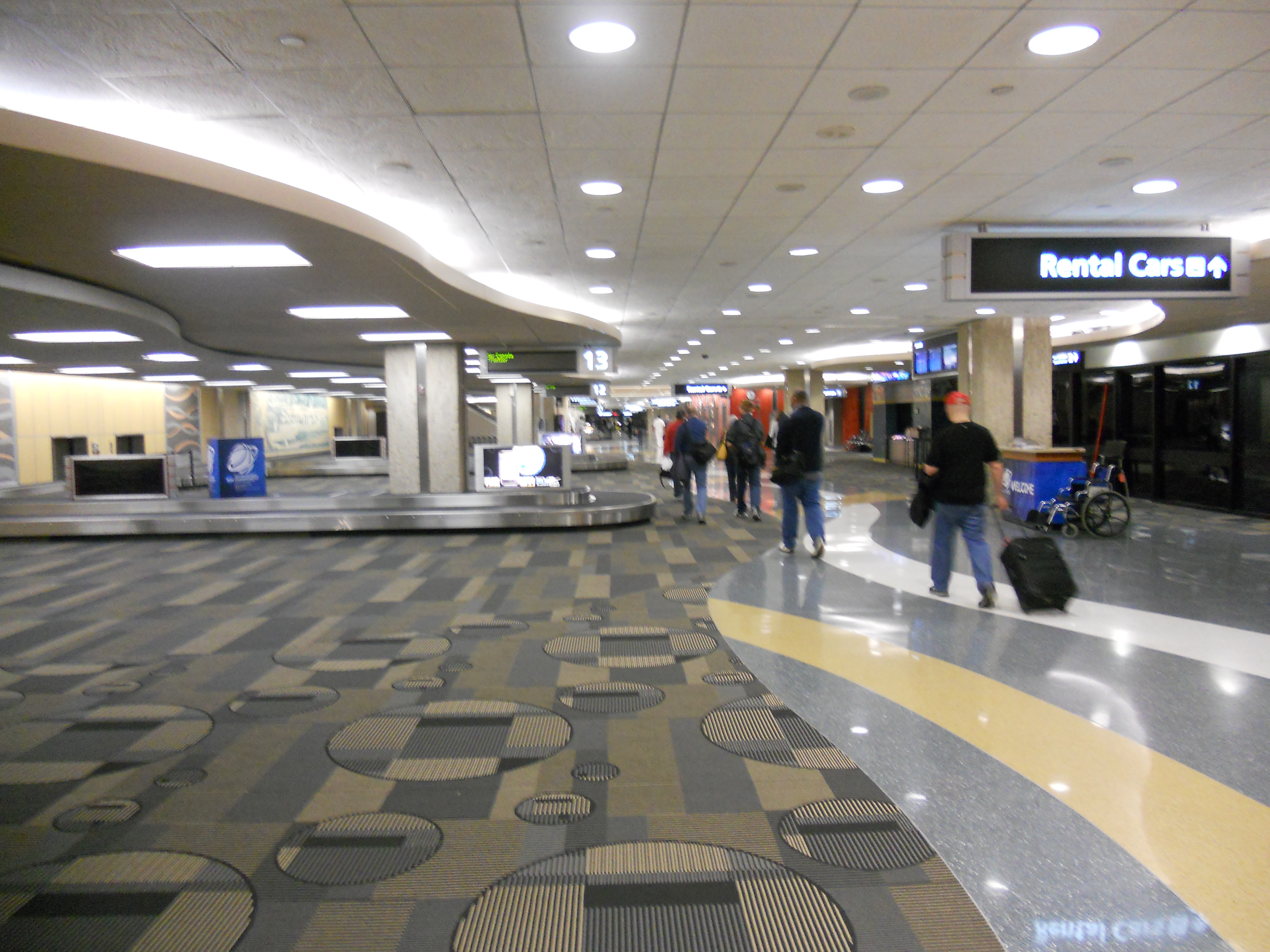
Recupero bagagli

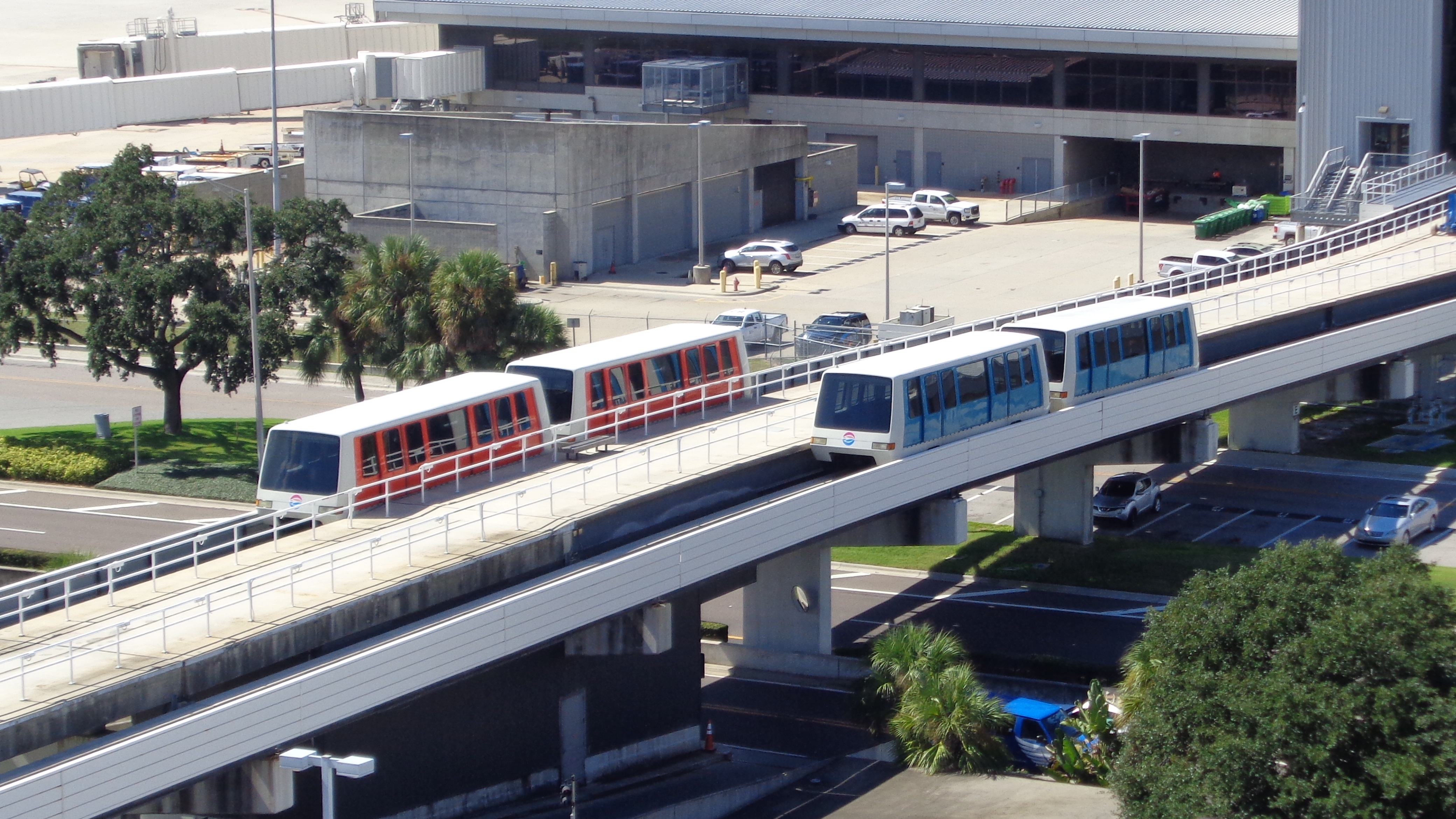
People Mover